# Freixinho
Freixinho é uma povoação portuguesa do Município de Sernancelhe que foi sede da extinta Freguesia de Freixinho, freguesia que tinha 5,81 km² de área e 140 habitantes (2011). A sua densidade populacional era 24,1 hab/km².
A Freguesia de Freixinho foi extinta e agregada à Freguesia de Penso, criando-se a União das Freguesias de Penso e Freixinho.
Pertenceu ao extinto concelho de Fonte Arcada até 1855. 

## População
| População da freguesia de Freixinho | População da freguesia de Freixinho | População da freguesia de Freixinho | População da freguesia de Freixinho | População da freguesia de Freixinho | População da freguesia de Freixinho | População da freguesia de Freixinho | População da freguesia de Freixinho | População da freguesia de Freixinho | População da freguesia de Freixinho | População da freguesia de Freixinho | População da freguesia de Freixinho | População da freguesia de Freixinho | População da freguesia de Freixinho | População da freguesia de Freixinho |
| ----------------------------------- | ----------------------------------- | ----------------------------------- | ----------------------------------- | ----------------------------------- | ----------------------------------- | ----------------------------------- | ----------------------------------- | ----------------------------------- | ----------------------------------- | ----------------------------------- | ----------------------------------- | ----------------------------------- | ----------------------------------- | ----------------------------------- |
| 1864                                | 1878                                | 1890                                | 1900                                | 1911                                | 1920                                | 1930                                | 1940                                | 1950                                | 1960                                | 1970                                | 1981                                | 1991                                | 2001                                | 2011                                |
| 433                                 | 466                                 | 483                                 | 522                                 | 442                                 | 508                                 | 442                                 | 453                                 | 427                                 | 381                                 | 285                                 | 230                                 | 224                                 | 152                                 | 140                                 |

| Distribuição da População por Grupos Etários | Distribuição da População por Grupos Etários | Distribuição da População por Grupos Etários | Distribuição da População por Grupos Etários | Distribuição da População por Grupos Etários | Distribuição da População por Grupos Etários | Distribuição da População por Grupos Etários | Distribuição da População por Grupos Etários | Distribuição da População por Grupos Etários | Distribuição da População por Grupos Etários |
| -------------------------------------------- | -------------------------------------------- | -------------------------------------------- | -------------------------------------------- | -------------------------------------------- | -------------------------------------------- | -------------------------------------------- | -------------------------------------------- | -------------------------------------------- | -------------------------------------------- |
| Ano                                          | 0-14 Anos                                    | 15-24 Anos                                   | 25-64 Anos                                   | > 65 Anos                                    |                                              | 0-14 Anos                                    | 15-24 Anos                                   | 25-64 Anos                                   | > 65 Anos                                    |
| 2001                                         | 25                                           | 21                                           | 73                                           | 33                                           |                                              | 16,4%                                        | 13,8%                                        | 48,0%                                        | 21,7%                                        |
| 2011                                         | 14                                           | 16                                           | 65                                           | 45                                           |                                              | 10,0%                                        | 11,4%                                        | 46,4%                                        | 32,1%                                        |

Média do País no censo de 2001:  0/14 Anos-16,0%; 15/24 Anos-14,3%; 25/64 Anos-53,4%; 65 e mais Anos-16,4%
Média do País no censo de 2011:   0/14 Anos-14,9%; 15/24 Anos-10,9%; 25/64 Anos-55,2%; 65 e mais Anos-19,0%

## Património
- Convento de Nossa Senhora do Carmo;
- Capela de São Pedro;
- Capela de Santa Bárbara;
- Igreja Paroquial de Freixinho ou Igreja Matriz de São Miguel Arcanjo;
- Ruínas submersas da Ponte Romana